# Allen Turner Davidson
Allen Turner Davidson (* 9. Mai 1819 in Haywood County, North Carolina; † 24. Januar 1905 in Asheville, Buncombe County, North Carolina) war ein US-amerikanischer Rechtsanwalt und Politiker der Konföderierte Staaten von Amerika.

## Leben
Davidson studierte Jura und arbeitete dann als Anwalt in Murphy, North Carolina.
Er vertrat seinen Heimatstaat North Carolina nach der Sezession von der Union zuerst im Provisorischen Konföderiertenkongress und dann im 1. Konföderiertenkongress.
Er starb 1905 in Asheville und wurde anschließend auf dem Riverside Cemetery beigesetzt.